# Semaeopus decorata
Semaeopus decorata là một loài bướm đêm trong họ Geometridae.